# Editorial Vizcaína
La Editorial Vizcaína S. A. fue una editorial de Bilbao. Vinculada al catolicismo y fundada hacia 1901, poseía talleres propios y editó La Gaceta del Norte, cuyo primer número se imprimió el 11 de octubre de 1901. La publicación tuvo varias suspensiones y multas entre 1931 y 1936, siendo incautada desde julio de 1936 hasta el 19 de junio de 1937.
Controlada por Ángel Herrera Oria y su Asociación Católica Nacional de Propagandistas, la Editorial Vizcaína compró el periódico El Debate en octubre de 1911, aportando cada una de las dos partes 50.000 pesetas. Herrera Oria fue el director de este periódico desde 1911 hasta 1933, siendo sucedido por Francisco de Luis. En 1912, la Editorial Vizcaína abandonó el diario en favor de la ACNdP, la cual se hizo con el control absoluto del periódico. Entre otros libros, imprimió las antologías humorísticas de Don Celes, personaje de Luis del Olmo, durante los años cincuenta y sesenta.
- Datos: Q5818733